# Флашер (Северна Дакота)
Флашер (енгл. Flasher) град је у америчкој савезној држави Северна Дакота.

## Демографија
По попису из 2010. године број становника је 232, што је 53 (-18,6%) становника мање него 2000. године.
| Група             | 2000.       | 2010.       |
| Белци             | 279 (97,9%) | 227 (97,8%) |
| Афроамериканци    | 0 (0,0%)    | 0 (0,0%)    |
| Азијати           | 1 (0,4%)    | 1 (0,4%)    |
| Хиспаноамериканци | 3 (1,1%)    | 0 (0,0%)    |
| Укупно            | 285         | 232         |